# Nikolai Peixalov
Nikolai Peixalov (en búlgar: Николай Пешалов; en croat: Nikolaj Pešalov) (Pàzardjik, Bulgària 1970) és un aixecador búlgar nacionalitzat croat, ja retirat, guanyador de quatre medalles olímpiques.

## Biografia
Va néixer el 30 de maig de 1970 a la ciutat de Pàzardjik, població situada a la província de Pàzardjik, que en aquells moments formava part de la República Popular de Bulgària i que avui en dia forma part de Bulgària. L'any 1998 va obtenir la nacionalitat croata.

## Carrera esportiva

### Representant Bulgària
Va participar, als 22 anys, en els Jocs Olímpics d'Estiu de 1992 celebrats a Barcelona (Catalunya), on va aconseguir guanyar la medalla de plata en la prova masculina de pes ploma (-60 kg.). En els Jocs Olímpics d'Estiu de 1996 realitzats a Atlanta (Estats Units) acosenguí guanyar la medalla de bronze en la prova de pes gall (-59 kg.). En representació de Bulgària aconseguí guanyar quatre medalles en el Campionat del Món d'halterofília, dues d'elles d'or; i vuit medalles en el Campionat d'Europa, sis d'elles d'or.

### Representant Croàcia
Va participar, als 30 anys, en els Jocs Olímpics d'Estiu de 2000 realitzats a Sydney (Austràlia), on va aconseguir guanyar la medalla d'or en la prova de pes ploma (-62 kg.). En els Jocs Olímpics d'Estiu de 2004 realitzats a Atenes (Grècia) aconseguí guanyar la medalla de bronze en la prova de pes lleuger (-69 kg).
En representació de Croàcia aconseguí guanyar una medalla en el Campionat del Món i cinc medalles en el Campionat d'Europa, dues d'elles d'or.